# Eyalato del Archipiélago
El eyalato del Archipiélago (en turco otomano: ایالت جزایر بحر سفید‎, Eyālet-i Cezāyir-i Baḥr-i Sefīd, "eyalato de las islas del Mar Blanco") era una provincia de primer nivel (eyalato) del Imperio otomano. Desde sus inicios hasta las reformas de Tanzimat de mediados del siglo XIX, estuvo bajo el control personal del Kapudan Pasha, el comandante en jefe de la Armada Otomana. 

## Historia
Durante el período inicial del Imperio otomano, el comandante de la flota otomana (Derya Begi, "Bey del Mar") también ocupó el cargo de gobernador del sanjacado de Galípoli, que fue la principal base naval otomana hasta la construcción del Arsenal Imperial bajo el sultán Selim I (reinó entre 1512 y 1520). Su provincia también incluía las aisladas kazas de Galata e İzmit.
En 1533/4, el capitán corsario Jeireddín Barbarroja, que se había apoderado de Argelia, se sometió a la autoridad del sultán Solimán I (r. 1520-1566). Su provincia se expandió con la adición de los sanjacados de Kocaeli, Suğla y Biga del eyalato de Anatolia, y de los sanjacados de Inebahti (Naupacto), Ağriboz (Eubea), Karli-eli (Etolia-Acarnania), Mezistre (Mistrá) y Midilli (Lesbos) del eyalato de Rumelia, formando así el eyalato del Archipiélago. Después de la muerte de Hayreddin, la provincia permaneció bajo el dominio de Kapudan Pasha, el nuevo título de comandante en jefe de la marina, una posición de gran poder y prestigio: su titular era un visir de tres colas de caballo y miembro de la Consejo Imperial. Como muestra de esto, el título de los gobernadores subprovinciales locales no era sanjak-bey sino derya-bey. Aunque los Kapudan Pashas residían en el Imperial Arsenal, Galípoli siguió siendo la capital oficial (bajá-sanjak) hasta el siglo XVIII.
Después de la muerte de Hayreddin en 1546, el sanjacado de Rodos (Rodas) también pasó a formar parte del eyalato del Archipiélago, y en 1617/8 se le añadieron los sanjacados de Sakız (Quíos), Nakşa (Naxos) y Andıra (Andros). Argelia se independizó de facto del control otomano después de 1642, y en ca. 1670 se añadió Chipre al eyalato. Se separó en 1703 como feudo personal (hass) del Gran Visir, pero regresó al eyalato en 1784. Bajo Merzifonlu Kara Mustafá Pasha, los sanjacados de Mezistre y Karli-eli se separaron y se incorporaron al nuevo eyalato de Morea. Creta, única entre las principales islas del Egeo, aunque conquistada a la República de Venecia en 1645-1669, nunca estuvo subordinada al eyalato del Archipiélago. De 1701 a 1821, la oficina del Dragoman de la Flota, confiada a un griego fanariota, sirvió de intermediario entre Kapudan Pasha y las comunidades autónomas de las islas del Egeo. En esta área, el dragomán de la flota disfrutaba de una autoridad considerable. 
A principios del siglo XIX, el eyalato se redujo a los sanjacados de Biga (ahora pasha-sanjak), Rodas, Sakız, Midilli, Limni (Lemnos) y Chipre. Como parte de las reformas de Tanzimat, sus vínculos con Kapudan Pasha se cortaron en 1849, y se convirtió en el valiato del Archipiélago después de 1867. La isla de Samos (Sisam turco), que era un principado autónomo desde 1832, siguió contando como sanjacado del eyalato hasta 1867. Chipre se perdió bajo el control británico en 1878, y el resto del valiato se disolvió después de que los italianos conquistaran las islas del este del mar Egeo durante la guerra ítalo-turca (1911-1912) y los griegos en la primera guerra de los Balcanes (1912-1913). 
Incluyendo Creta, su área reportada en el siglo XIX era de 9829 millas cuadradas (25 457,1 km²) y su población ronda los 700 000.

## Otros nombres
Los nombres en inglés del eyalato eran la provincia de las Islas o del Archipiélago. Debido a que fue mandado por el Kapudan Pasha, la cabeza de la marina otomana, también se conocía como la provincia del Kapudan Pasha (en turco otomano: Kapudanlık-ı Derya‎, "Capitanía del Mar"). 

### Dejezayr-Bahr-i-Rum
El otomano 'Vilâyet Djezayr Bahr-i-Sefid' para las islas se deriva de un antiguo nombre árabe 'Djezayr-Bahr-i-Rum' (جزائر بحر الروم), "provincia de Djezayrs" o "Dschesair", la provincia de las Islas del Archipiélago, la provincia de las Islas del Mar Blanco, y el eyalato de las Islas del Mediterráneo.